# Tixtla de Guerrero (municipio)
Le municipio de Tixtla de Guerrero est l'une des 85 municipios de l'État de Guerrero, dans le sud-ouest du Mexique.

## Géographie

### Localisation et extension

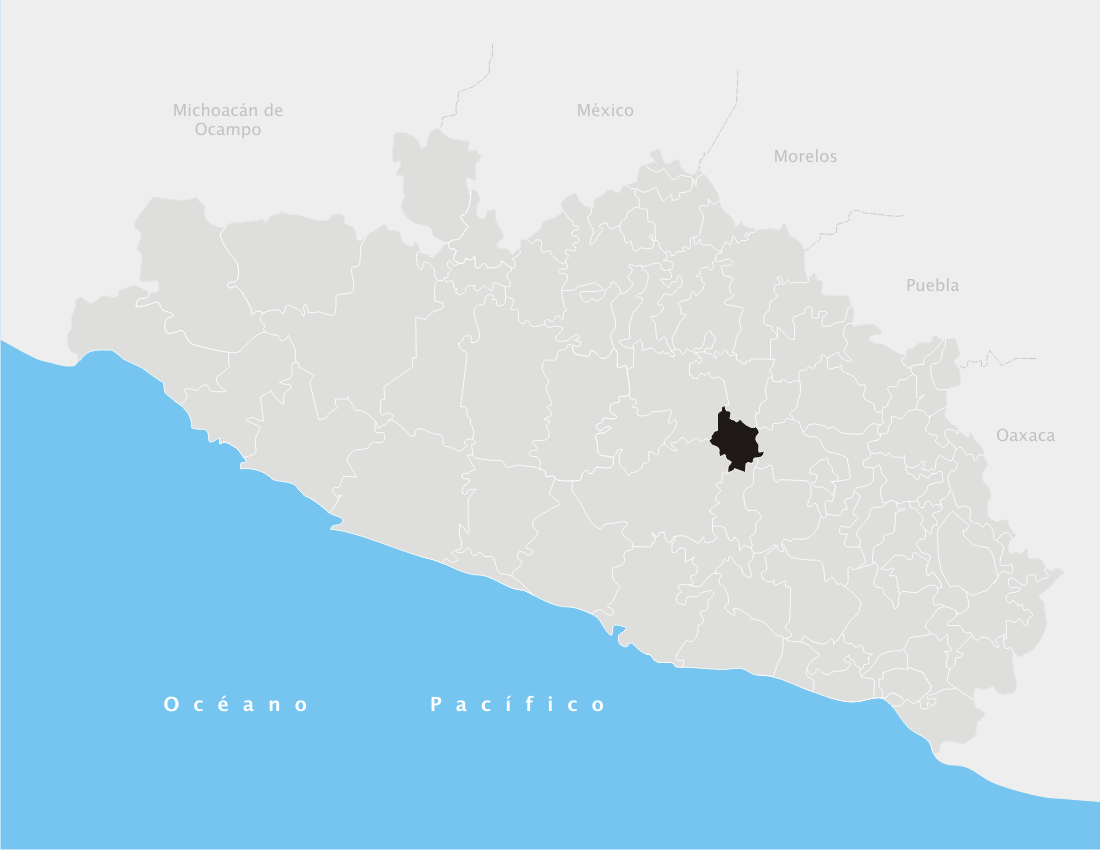

Le municipio est situé dans la partie centrale de l'État de Guerrero, à 3h30 de Mexico au Nord et 1h30 d'Acapulco au Sud.
Ses limites territoriales sont au nord avec la commune de Mártir de Cuilapan, au sud avec les communes de Mochitlán et Chilpancingo de los Bravo, à l'est avec Zitlala et la commune de Chilapa de Álvarez et à l'ouest avec Eduardo Neri et Chilpancingo de los Bravo.

## Hydrologie
La principale ressource hydrologique de cette commune est la lagune de Tixtla, elle a une longueur de 1 300 mètres et sa plus grande largeur atteint seulement 800 m avec une profondeur de seulement 2 m. Cependant, son importance réside dans son lit, qui est utilisé pour planter du maïs, des pois chiches, de la pastèque et du concombre, des cultures qui sont entièrement récoltées au début du mois de mai, car lors des premières pluies, la lagune augmente son niveau.

## Types de sol
Ils sont constitués de Tchernoziom, de steppe de prairie ou de prairie décalcifiée et de podzol, les premiers considérés comme bénéfiques pour l'agriculture, les seconds et les derniers sont adaptés à l'élevage.

## Démographie
Selon le IIe Comptage de population et d'habitation réalisé en 2005 par l'Institut national de statistique et de géographie (INEGI), le municipio de Tixtla de Guerrero compte environ 40 000 habitants.
Le municipio de Tixtla de Guerrero est composée d'un total de 37 localités, dont deux seulement, y compris le siège municipal, comptent plus de 2 500 habitants. Compte tenu de sa population, les principaux sont :
| Localité           | Population |
| Total Municipio    | 37.300     |
| Tixtla de Guerrero | 21.720     |
| Atliaca            | 7.439      |
| Zoquiapa           | 1.512      |
| Almolonga          | 1.220      |
| El Durazno         | 1.095      |
| Zacatzonapa        | 796        |
| Chilachapa         | 481        |
| Ayotzinapa         | 84         |

## Personnalités remarquables
Tixtla de Guerrero a été le berceau de plusieurs figures historiques et culturelles importantes :
- Antonia Nava de Catalán : Héroïne de l'Indépendance mexicaine, connue pour son courage et son dévouement.
- Ignacio Manuel Altamirano : Écrivain, journaliste, et homme politique, il a grandement contribué à la littérature et à la culture mexicaine.
- Vicente Guerrero : Figure clé de la guerre d'indépendance du Mexique , il a également été président du Mexique.

## Miracle eucharistique de Tixtla
Le dimanche 22 octobre 2006, durant une messe à laquelle 600 personnes assistaient, une religieuse distribuant la communion s'aperçut que l'une des hosties consacrées était teintée de ce qui lui semblait être du sang. L'hostie est montrée à l'assemblée et la scène photographiée.
Des analyses scientifiques sont effectuées de 2009 à 2012 sur l'hostie, notamment dans des laboratoires au Mexique, Guatemala, Bolivie et États-Unis. Ces laboratoires travaillent indépendamment les uns des autres et sans connaitre l'origine du matériau, et les résultats sont convergents. Du sang humain de groupe sanguin AB est identifié ainsi que du tissu cardiaque humain "traumatisé" (phénomène de fragmentation des cellules myocardiques, lié à une souffrance physique et émotionnelle extrême). Malgré sa dégradation concomitante, le tissu a présenté des caractéristiques de tissu vivant.  Les conclusions des analyses sont présentées en 2013. 
Le 12 octobre 2013, l'évêque du lieu (diocèse de Chilpancingo) reconnaît l'évènement en tant que miracle eucharistique. Le miracle de Tixtla fait partie d'un documentaire de 2018 du Dicastère pour la communication du Saint-Siège sur les miracles eucharistiques. 